# Сергіївська сільська рада (Слов'янський район)
| Сергіївська сільська рада — колишній орган місцевого самоврядування у ліквідованому Слов'янському районі Донецької області з адміністративним центром у c. Сергіївка. Сільській раді підпорядковані населені пункти: - c. Сергіївка - с. Роганське |

## Склад ради
Рада складається з 16 депутатів та голови.

## Керівний склад сільської ради
| ПІБ                           | Основні відомості                                                                       | Дата обрання | Дата звільнення |
| ----------------------------- | --------------------------------------------------------------------------------------- | ------------ | --------------- |
| Пищальник Михайло Олексійович | Сільський голова, 1959 року народження, освіта, безпартійний                            | 26.03.2006   | 31.10.2010      |
| Збродько Микола Павлович      | Сільський голова, 1953 року народження, освіта середня спеціальна, член Партії регіонів | 18.09.2011   |                 |

Примітка: таблиця складена за даними джерела